# Герб Маловисківського району
Герб Малови́сківського райо́ну — один з офіційних символів Маловисківського району Кіровоградської області. Автор герба — Валерій Нікітінський.

## Історія
Герб розроблявся Кіровоградським обласним відділенням Українського геральдичного товариства.
Затверджений рішенням VIII сесії Маловисківської районної ради XXIV скликання № 93 від 4 серпня 2000 року.

## Опис
| Щит понижено перетятий срібною балкою, на якій синя нитяна балка, у верхньому синьому полі золотий фенікс, у нижньому зеленому — золота піраміда, яка поєднана з червоним диском. |
Картуш герба увінчаний восьмипроменевою зіркою — стилізованим сонцем, декоративно оздобленим з боків символічною вогненною галузкою. Гербовий щит з обох сторін прикрашений зеленим дубовим листям та золотим колоссям. Листя та колоски зліва та справа обрамлені чотирма синіми стрічками з девізом: «Духовність», «Відродження», «Мир» та «Праця».
У нижній частині герба розташоване символічне зображення орбіт атома.

## Пояснення символіки
Золотий міфічний птах Фенікс символізує відродження, вогонь, довговічність, безсмертя, всеосяжність, мудрість та вічну молодість. В дохристиянський період Фенікс вважався поєднання неба та сонячного світила.
Золота піраміда в зеленій базі символізує землю — кургани скіфської доби, що відповідає історії району. Крім того, її можна розглядати як позначення кубу чорнозему, взятого біля села Оникієве як еталон для Палати мір та ваги в Парижі. Червоний диск над пірамідою є символом Сонця, тепла та родинного вогнища.
Срібна подвійна балка позначає дві головні річки району — Велику Вись та Малу Вись.
Зелений колір дубового листя символізує стійкість, могутність та владу. Золоті колоски є відображенням основного багатства Маловисківщини — хліба, а також символом достатку та щедрості.
Траєкторія атома символізує багатство земних надр району, зокрема, Новокостянтинівське родовище уранових руд поблизу села Олексіївка.

## Цікаві факти
- В інших варіантах герба замість червоного диска зустрічається золоте сонце.